# 4 Pułk Piechoty (LP)
4 Pułk Piechoty (4 pp) – pułk piechoty Legionów Polskich istniejący w latach 1915–1917. Żołnierze pułku nazywani byli „czwartakami”.
4 pułk piechoty został sformowany wiosną 1915 w Piotrkowie Trybunalskim. Kadry tworzyły wydzielone pododdziały II Brygady Legionów. Służyli w nim głównie ochotnicy z Podhala i Królestwa Polskiego. Pułk został włączony w skład III Brygady Legionów Polskich.
Wysłany na front w lipcu 1915, co opisał Władysław Orkan w utworze Drogą Czwartaków. Od Ostrowca na Litwę. Chrzest bojowy przeszedł pod Jastkowem. Następnie walczył na Lubelszczyźnie i Wołyniu, między innymi pod Kostiuchnówką. Na froncie pozostał do jesieni 1916. 
Rozwiązany został 15 listopada 1917, po kryzysie przysięgowym Legionów Polskich. Większość żołnierzy została internowana albo trafiła do Polskiego Korpusu Posiłkowego.

## Żołnierze pułku
Komendanci pułku
- ppłk Bolesław Roja (18 III 1915 – 18 VI 1917 → dowódca III Brygady Legionów Polskich)
- ppłk Andrzej Galica (1917)
- kpt. Edward Szerauc (p.o. od 25 VIII 1917[4])

Obsada personalna pułku 
sztab pułku
- Emil Bobrowski – lekarz pułkowy
- Antoni Bancer – oficer rachunkowy
- Filip Zawada – oficer łącznikowy, zastępca komendanta 1 Kompanii
- Feliks Gwiżdż – komendant oddziału sztabowego
- Aleksander Wójcicki – komendant plutonu pionierów
- Jan Słuszkiewicz – komendant plutonu pionierów (od 1 VII 1915)
- Zygmunt Zygmuntowicz ps. „Ostersetzer” – komendant plutonu telefonicznego
- Henryk Doskoczyński – zastępca komendanta plutonu telefonicznego
- sierż. Franciszek Martynowicz – komendant plutonu muzyki (do VI 1915)
- sierż. Roman Marian Zagłoba-Kaniowski – komendant plutonu muzyki (od VI 1915)

I batalion
- Andrzej Galica – komendant I baonu
- Józef Relidzyński – adiutant
- Ryszard Zacharski – lekarz I baonu
- Władysław Bończa-Uzdowski – komendant 1. kompanii
- Tadeusz Wasung – komendant 2. kompanii
- Tadeusz Krajewski[a] – komendant 3. kompanii
- Jan Ferdynand Stettner – komendant 4. kompanii
- Adam Brzechwa-Ajdukiewicz – komendant 1 oddziału karabinów maszynowych

II batalion
- Franciszek Sikorski – komendant II baonu
- Leon Marian Michnowski vel Sternberg – lekarz II baonu
- Józef Kwaciszewski – komendant 2 oddziału karabinów maszynowych

III batalion
- Edward Szerauc – p.o. komendanta III baonu
- Teofil Kucharski – lekarz III baonu
- Józef Klisiewicz – komendant 3 oddziału karabinów maszynowych[b]

### Kawalerowie Virtuti Militari
Żołnierze pułku odznaczeni Krzyżem Srebrnym Orderu Wojskowego Virtuti Militari
por. Kazimierz Andrusiewicz nr 6229
śp. chor. Roman Bereski nr 6250
st. sierż. Stefan Babiuch nr 6270
plut. Stanisław Batko nr 6290
kpt. Józef Barycz nr 6043
kpt. Zygmunt Berling ps. „Żuk” nr 6040
por. Jerzy Bobotek nr 6320
płk dr Emil Bobrowski nr 6196
kpt. Jan Bochniewicz nr 6197
kpt. Bolesław Borkowski nr 6198
plut. Eugeniusz Chodalski nr 6291
kpr. Jan Chudoba nr 6303
kpt. Stefan Cieślak nr 6199
rtm. Antoni Czabański nr 6200
por. Roman Czub nr 6231
śp. sierż. Jan Sołtysik
śp. chor. Stanisław Sołtysik nr 6255
kpt. lek. dr Jan Szumski nr 6221
śp. chor. Stanisław Szumski nr 6256

### Kawalerowie waleczni
Oficerowie i szeregowi 4 pp Leg. Pol. odznaczeni Krzyżem Walecznych „za udział w b. Legionach Polskich”:
- szer. Franciszek Szpala[10] (po raz trzeci)
- chor. Zygmunt Berling (po raz drugi)
- plut. Kazimierz Gomulicki (po raz drugi)
- kpr. Władysław Garula[11][12] (po raz drugi)
- sierż. Andrzej Gieras (po raz trzeci)
- plut. Stanisław Godawa (po raz czwarty)
- szer. Stanisław Malik (po raz drugi)
- szer. Adolf Ulrych (po raz pierwszy)
- sierż. Jan Zaręba (po raz drugi)

Oficerowie
- Andrzej Bieniek
- ppor. Bolesław Greffner
- Stanisław Habowski
- Stanisław Krzysik
- Kazimierz Szydłowski
- chor. Władysław Sujkowski

Legioniści
- Mieczysław Barys
- Edward Brajewski
- Karol Bunsch
- Lucjan Gawroński
- Leon Izdebski
- Marian Jana
- Wacław Koszela
- Franciszek Kozub
- Józef Marcickiewicz
- Ernest Marki
- Jan Poterała
- Stefan Rachwał
- Zygmunt Siewiński
- Andrzej Styka

## Symbole pułku
Chorągiew pułku
Pierwszą chorągiew, ofiarowaną przez ziemię krakowską, pułk otrzymał w 1915. Wręczyła ją delegacja z posłem Włodzimierzem Tetmajerem na czele. Miała powierzchnię 1½ m². Po jednej stronie był wizerunek oracza z pługiem, zaś po drugiej biały orzeł na amarantowym tle a pod nim napis: „Polskim Legionom – Polski Lud – 1915”. Chorągiew była wykorzystywana przez cały okres istnienia pułku. W latach 1918–1923 używał jej także 4 Pułk Piechoty Legionów nawiązujący do tradycji legionowego 4 Pułku Piechoty.